# Полукотельниково
Полукотельниково — село в Обоянском районе Курской области России. Входит в состав Котельниковского сельсовета.

## География
Село находится на юге Курской области, в пределах южной части Среднерусской возвышенности, в лесостепной зоне, на правом берегу реки Полной, к западу от автодороги 38Н-487, на расстоянии примерно 8 километров (по прямой) к северо-северо-востоку от города Обояни, административного центра района. Абсолютная высота — 200 метров над уровнем моря.
Расположено на правом (восточном) берегу реки Полная. Напротив, на её западном берегу, расположено Котельниково.
В нескольких километрах от села по асфальтированой дороге проходит трасса М2 «Крым».
Ближайшая пассажирская железнодорожная станция находится в Обояни.
Ниже по течению речки на том же берегу находится деревня Потопахино, имеющие с данным селом во многом общую инфраструктуру.
Основное занятие населения — сельское хозяйство.
В село подведён магистральный природный газ и электроэнергия.

### Климат
Климат характеризуется как умеренно континентальный, с тёплым летом и умеренно холодной зимой. Среднегодовая температура воздуха — 5,5 °С. Средняя температура воздуха самого тёплого месяца (июля) — 17,8 °C (абсолютный максимум — 37 °С); самого холодного (января) — −8,4 °C (абсолютный минимум — −38 °С). Безморозный период длится около 150 дней в году. Среднегодовое количество атмосферных осадков составляет 533 мм, из которых большая часть выпадает в тёплый период.

### Часовой пояс
Село Полукотельниково, как и вся Курская область, находится в часовой зоне МСК (московское время). Смещение применяемого времени относительно UTC составляет +3:00.

## Религия
В селе действует православный храм Илии Пророка, построенный в XIX веке.

## История
- В 1937[6]-1941 годах, перед ВОВ, в селе Котельниково, располагавшемся на восточном берегу реки Полная, были 219 дворов, православная церковь, почтовое отделение, две ветряные мельницы, колхоз, пруд и сельсовет.[6]

## Население
| 2002 | 2010 |
| ---- | ---- |
| 311  | ↘276 |

### Половой состав
По данным Всероссийской переписи населения 2010 года в половой структуре населения мужчины составляли 47,8 %, женщины — соответственно 52,2 %.

### Национальный состав
Согласно результатам переписи 2002 года, в национальной структуре населения русские составляли 75 %.